# Liechtenstein na Letnich Igrzyskach Olimpijskich 1960
Liechtenstein na Letnich Igrzyskach Olimpijskich 1960 reprezentowało pięciu zawodników. Był to 4. start reprezentacji Liechtensteinu na igrzyskach.

## Skład kadry

### Kolarstwo
Mężczyźni
- Adolf Heeb - wyścig indywidualny ze startu wspólnego) - nie ukończył

### Lekkoatletyka
- Egon Oehri

800 metrów - odpadł w eliminacjach
1500 metrów - odpadł w eliminacjach (nie ukończył wyścigu)
- Alois Büchel - dziesięciobój - nie ukończył

### Strzelectwo
- Gustav Kaufmann

Karabin małokalibrowy 3 postawy 50 m - 65. miejsce
Karabin małokalibrowy leżąc 50 m - 73. miejsce
- Guido Wolf

Karabin małokalibrowy 3 postawy 50 m - 68. miejsce
Karabin małokalibrowy leżąc 50 m - 73. miejsce